# مقاطعة تورينو

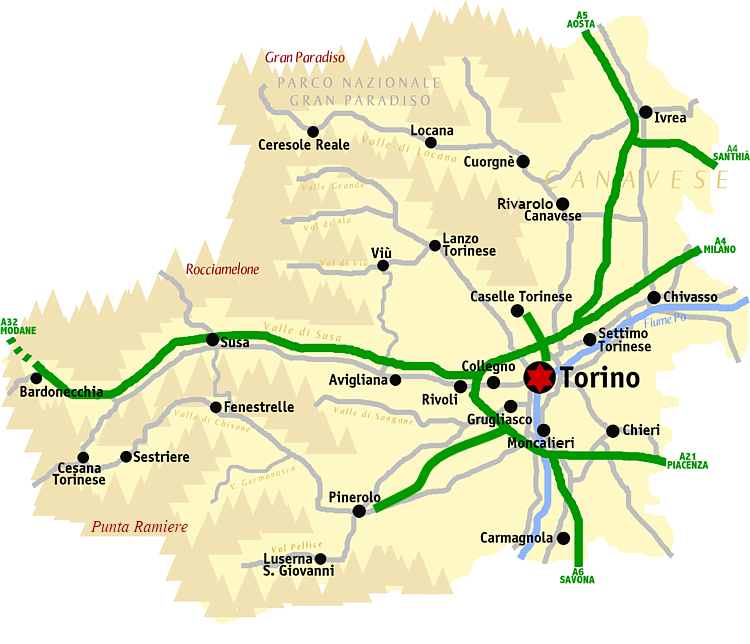
خريطة مقاطعة تورينو

مقاطعة تورينو (بالإيطالية: Provincia di Torino)‏، مقاطعة إيطالية في إقليم بييمونتي شمال البلاد، سكانها أكثر من 2.2 مليون نسمة ومساحتها 6830 كيلومتر مربع ويوجد بها 315 مدينة وبلدة وقرية، عاصمتها مدينة تورينو، يحدها شمالا إقليم فالي دا أوستا، وشرقا 4 مقاطعات هي مقاطعة بييلا، مقاطعة فرشيلي، مقاطعة ألساندريا، مقاطعة أستي، وجنوبا مقاطعة كونيو وغربا فرنسا.

## أهم المدن
|     | المدينة         | الاسم بالإيطالية | السكان  |
| --- | --------------- | ---------------- | ------- |
| 1.  | تورينو          | Torino           | 902.255 |
| 2.  | مونكالييري      | Moncalieri       | 55.983  |
| 3.  | ريفولي          | Rivoli           | 50.213  |
| 4.  | كولينيو         | Collegno         | 49.634  |
| 5.  | نيكيلينو        | Nichelino        | 48.297  |
| 6.  | سيتيمو تورينيزي | Settimo Torinese | 47.372  |
| 7.  | غرولياسكو       | Grugliasco       | 38.327  |
| 8.  | فيناريا ريالي   | Venaria Reale    | 34.777  |
| 9.  | كييري           | Chieri           | 34.312  |
| 10. | بينيرولو        | Pinerolo         | 34.264  |

## تاريخ تورينو
شكل مدينة تورينو المستطيل وانقسامها إلى اجزاء راجع إلى فترة تاسيسها، حيث اسسة في عهد الرومان 28 سنة قبل الميلاد، وهي من عمل اوغست. تقع هذه المدينة بين سفح تل ومنحنى، لم تحتاج اذن إلى ايت اسوار لحمايتها. لقد كانت وظيفتها العسكرية هي التي توجهها وهي التي تتحكم في مساحتها الداخلية.
في سنة 1563 جعل منها امراء ساڤوا عاصمة لهم. وثم استدعاء أشهر المعماريين آن ذاك لرسم صورة أخرى لهذه المدينة، وهذا تبعا لنظام الواجهة الموحدة التي تعطي منظرا انيقا.و هذا ما نراه اليوم في هذه المدينة.شكل مدينة طورينو المستطيل وانقسامها إلى اجزاء راجع إلى فترة تاسيسها، حيث اسسة في عهد الرومان سنة قبل الميلاد، وهي من عمل اوغست. تقع هذه المدينة بين سفح تل ومنحنى، لم تحتاج اذن إلى ايت اسوار لحمايتها. لقد كانت وظيفتها العسكرية هي التي توجهها وهي التي تتحكم في مساحتها الداخلية.
في سنة 1563 جعل منها امراء ساڤوا عاصمة لهم. وثم استدعاء أشهر المعماريين آن ذاك لرسم صورة أخرى لهذه المدينة، وهذا تبعا لنظام الواجهة الموحدة التي تعطي منظرا انيقا.و هذا ما نراه اليوم في هذه المدينة.
و يعد برج انطونيللي الذي ابتدأت فيه الاشغال سنة 1863 وانتهت سنة 1889 رمزا لمدينة طورينو. ولقد كان أطول مبنى في اوروپا. تم تصميمه من طرف المهندس انطونيللي الذي أخذ اسمه، وموله المجتمع الإسرائيلي لكي يكون كنيسا يهوديا. وهو يعد مثالا على الهندسة المعمارية الاطالية في القرن التاسع عشر.و لقد تم تحويله إلى متحف للسينما.